# Edriesbach
Der Edriesbach ist ein orographisch linker Zufluss der Riveris in Rheinland-Pfalz, Deutschland. 
Der Bach entspringt nordwestlich des Rösterkopfes und fließt westlich am Saukopf vorbei in vorwiegend nördlicher Richtung zur Riveris.
Am Edriesbach liegt der Distrikt Edrieswies auf etwa 480 m ü. NHN, der bis zur Mitte des 19. Jahrhunderts Standort einer zu Osburg gehörenden Waldhüttensiedlung war.